# V361 Hydrae-variabel
V361 Hydrae-variabeln, (V361HYA), är en pulserande variabel av subdvärgs-typ som pulserar med korta perioder, 90-600 sekunder, på grund av stjärntryck utan att uppvisa längre perioder av pulserande på grund av gravitationskrafter.
Prototypstjärnan V361 Hydrae har visuell magnitud +15,28 och varierar i amplitud med 0,1 magnituder utan någon fastställd periodicitet.